# فرين أمام اريوباغوس
فرين أمام اريوباغوس ((بالفرنسية:  Phryne devant l'Areopage)‏)، لوحة رسمها الفنان الفرنسي جان ليون جيروم عام1861.موضوع اللوحة هي فريني المحظية الأسطورية في اليونان القديمة.والتي تم تقديمها للمحاكمة بتهمة الإلحاد، تمت تبرئة فرين بعد أن أزال محاميها هايبيريديز ردائها وكشف للقضاة عن جسمها العاري. فنظر القضاة إلى جمالها وبرؤوها من تهمة الإلحاد.
عرضت اللوحة في صالون باريس 1861. هي الآن معروضة كنستهول هامبورغ.
في عام 1884 قام برنهارد غيلام برسم كاريكاتير شهير بعنوان فرين أمام شيكاغو حيث استبدل فرين بالمرشح عن الحزب الجمهوري جيمس جي بلين واستبدل هايبيريديز ب محرر الصحيفة وايتلو ريد.